# Flaten (Kristdala socken, Småland)
Flaten är en sjö i Oskarshamns kommun i Småland och ingår i Viråns huvudavrinningsområde. Sjön har en area på 0,0676 kvadratkilometer och ligger 116 meter över havet.

## Delavrinningsområde
Flaten ingår i det delavrinningsområde (637088-151097) som SMHI kallar för Utloppet av Nerbjärken. Medelhöjden är 121 meter över havet och ytan är 26,62 kvadratkilometer. Det finns ett avrinningsområde uppströms, och räknas det in blir den ackumulerade arean 40,43 kvadratkilometer. Bjärkeån som avvattnar avrinningsområdet har biflödesordning 2, vilket innebär att vattnet flödar genom totalt 2 vattendrag innan det når havet efter 51 kilometer. Avrinningsområdet består mestadels av skog (69 procent). Avrinningsområdet har 3,86 kvadratkilometer vattenytor vilket ger det en sjöprocent på 14,5 procent.